# Lenguas de Costa Rica
Las lenguas de Costa Rica son el conjunto de idiomas y dialectos que practica la población residente en el territorio costarricense. De todos ellos, el más utilizado es el idioma español en su variante local, que además goza de estatus oficial garantizado constitucionalmente.
Pero más allá de la utilización del castellano, el país presenta un panorama lingüístico extraordinariamente diverso, ya que —a pesar de su pequeña extensión geográfica, su poca población de más de 5 millones de habitantes y de compartir fronteras únicamente con vecinos hispanos— se pueden contabilizar más de 10 lenguas que conviven en la nación, sin contar cientos de idiomas cuyo uso es esporádico, pues están relacionados con comunidades extranjeras que han migrado y se han establecido en el territorio.
En 2015 Costa Rica es reconocida oficialmente como una república multiétnica y pluricultural, ensalzando el aporte amerindio, europeo, africano y asiático que compone la cultura costarricense y se ve reflejado en la diversidad de lenguas presentes en el país. En materia legislativa el mayor avance que se ha dado al respecto fue la reforma al artículo 76 de su Constitución Política, el cual actualmente indica que: 

El español es el idioma oficial de la Nación. No obstante, el Estado velará por el mantenimiento y cultivo de las lenguas indígenas nacionales.

## Lenguas autóctonas

### Lenguas indígenas

#### Lenguas indígenas vivas

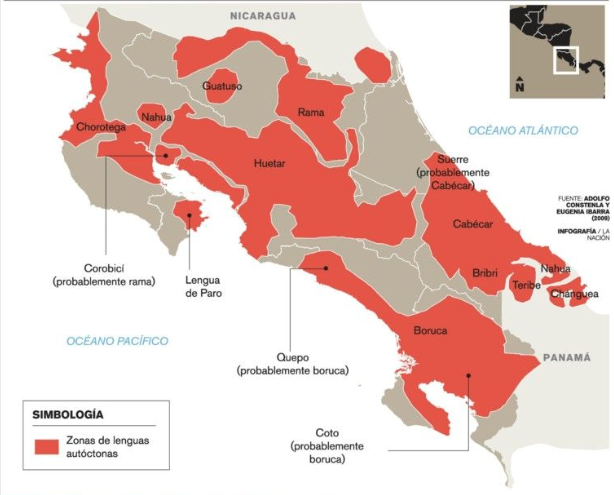
Posible distribución geográfica de las lenguas indígenas costarricenses antes de la llegada de los europeos.

Actualmente, en Costa Rica se hablan 7 lenguas indígenas, todas ellas pertenecientes a la familia chibcha. Estas lenguas son las siguientes:
- Malecu: También se le conoce con el nombre de guatuso. Es hablado por cerca de 800 personas en la región noroeste de la provincia de Alajuela. Esta lengua, junto con el rama pertenece al grupo vótico de la familia lingüística chibcha.

- Cabécar: Se habla en la cordillera de Talamanca y en la región del Pacífico sur. Pertenece, junto con el bribri, al subgrupo viceíta de la familia lingüística chibcha.

- Bribri: Se habla al sur de la vertiente atlántica (provincia de Limón, en la cordillera de Talamanca y en la región del Pacífico sur. Forma junto con el cabécar el subgrupo viceíta.

- Guaymí: Se habla en diversos territorios indígenas ubicados al sureste de la provincia de Puntarenas, colindando con Panamá. Pertenece junto con el bocotá al subgrupo guaymíico de la familia lingüística chibcha.

- Bocotá: Se habla en los mismos territorios que el guaymí, lengua con la que se encuentra estrechamente relacionada con el guaymí.

- Téribe: También se le conoce con el nombre de Térraba. Se habla en la reserva indígena de Térraba, al sureste de la provincia de Puntarenas. Son muy pocas personas que hablan Téribe en Costa Rica pero se práctica sobre todo en Panamá.

- Boruca: También se le conoce con el nombre de Brunka. Se habla en las reservas de Boruca y Curré, al sureste de la provincia de Puntarenas.

#### Clasificación
Las comunidades indígenas de Costa Rica, como se ha mencionado, se clasifican usualmente en cuatro subfamilias pertenecientes a tres familias lingüísticas. Algunas de las lenguas están mal documentadas, sin embargo, parece que todas las lenguas documentadas pueden clasificarse con razonable seguridad. En el caso de que una lengua esté extinta, se señala con el signo †. En la tabla se indican los territorios donde las diversas lenguas se hablaron, aunque en la actualidad las lenguas han desaparecido de muchos de los departamentos señalados. La siguiente lista recoge once lenguas entre lenguas vivas y extintas:
| Clasificación de las lenguas indígenas de Costa Rica                                                                                           |                   |                   |               |                               |
| Familia | Grupo             | Grupo             | Lengua        | Provincia                     |
| Lenguas utoaztecas Familia originaria de Aridoamérica, algunos de cuyos grupos se desplazaron tan al sur como Nicaragua y Bagaces, Costa Rica. | Nahua (aztecoide) | Nahua (aztecoide) | Náhuat (†)    | Guanacaste, Limón             |
| Lenguas otomangues Familia originaria de Mesoamérica.                                                                                          | Chiapaneco-mangue | Chiapaneco-mangue | Chorotega (†) | Guanacaste                    |
| Lenguas lenmichíes Familia de lenguas que engloba lenguas del área intermedia y del norte de Sudamérica, su origen no está claro.              | Chibchense        | Vótico            | Rama          | Alajuela, Heredia             |
| Lenguas lenmichíes Familia de lenguas que engloba lenguas del área intermedia y del norte de Sudamérica, su origen no está claro.              | Chibchense        | Vótico            | Guatuso       | Alajuela                      |
| Lenguas lenmichíes Familia de lenguas que engloba lenguas del área intermedia y del norte de Sudamérica, su origen no está claro.              | Chibchense        | Vótico            | Huetar (†)    | Cartago, San José, Puntarenas |
| Lenguas lenmichíes Familia de lenguas que engloba lenguas del área intermedia y del norte de Sudamérica, su origen no está claro.              | Chibchense        | Ístmico           | Cabécar       | Limón, Cartago                |
| Lenguas lenmichíes Familia de lenguas que engloba lenguas del área intermedia y del norte de Sudamérica, su origen no está claro.              | Chibchense        | Ístmico           | Bribri        | Limón                         |
| Lenguas lenmichíes Familia de lenguas que engloba lenguas del área intermedia y del norte de Sudamérica, su origen no está claro.              | Chibchense        | Ístmico           | Guaymí        | Puntarenas                    |
| Lenguas lenmichíes Familia de lenguas que engloba lenguas del área intermedia y del norte de Sudamérica, su origen no está claro.              | Chibchense        | Ístmico           | Bocotá        | Puntarenas                    |
| Lenguas lenmichíes Familia de lenguas que engloba lenguas del área intermedia y del norte de Sudamérica, su origen no está claro.              | Chibchense        | Ístmico           | Térraba       | Limón                         |
| Lenguas lenmichíes Familia de lenguas que engloba lenguas del área intermedia y del norte de Sudamérica, su origen no está claro.              | Chibchense        | Ístmico           | Boruca        | Limón                         |

## Español

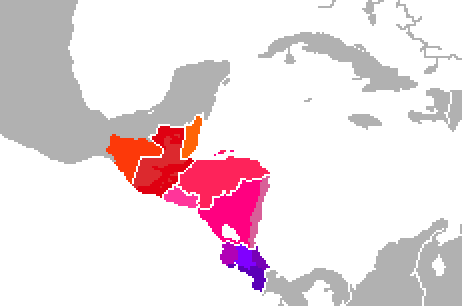
Diversos dialectos del español centroamericano, donde se distingue en tonalidades púrpuras el español costarricense y sus variantes.

El español es el idioma más hablado en el país por razones socio-históricas relacionadas con la conquista y los grupos de poder. Está presente en todos los aspectos culturales, políticos, académicos y económicos del país y se utiliza en cada estrato social existente en la nación.
La forma del español empleada en Costa Rica es muy variada, con cambios fonéticos perceptibles en cada región del país. La variante más reconocida consiste en la forma de hablar del Valle Central, donde vive la mayoría de la población. Dicho dialecto es muy distinto al del resto de América Central y comparte muchas similitudes con el español bogotano de Colombia.
Existen otras variantes del español de Costa Rica, principalmente en las formas de hablar de las zonas fronterizas, en el dialecto presente en la Provincia de Guanacaste o en la forma del español empleada en la Provincia de Limón.

### Pachuco
La jerga callejera o argot de Costa Rica es conocida como "pachuco", una variación regional del castellano con influencia de palabras y expresiones de inglés, francés, el código Malespín, criollo limonense, castellano tradicional y otras expresiones de uso popular en Costa Rica (similar al lunfardo rioplatense).
El Código Malespín fue creado por el general salvadoreño Francisco Malespín en las guerras civiles centroamericanas del siglo XIX. Por ejemplo: tanto la palabra "tuanis" (muy bien) como la palabra "brete" (trabajo), ambas de uso diario en Costa Rica, tenían su origen en este curioso código Malespín, que simplemente consiste en sustituir a por e, i por o, b por t, f por g, p por m, y viceversa.

## Lengua de señas costarricense
La lengua de señas costarricense (LESCO) es la lengua utilizada por la comunidad sorda costarricense. En la actualidad, el Centro Nacional de Recursos para la Educación Inclusiva (CENAREC) está creando un diccionario disponible en línea. Instituciones como el Poder Judicial cuentan con protocolos para acreditar intérpretes de esta lengua.

## Lenguas alóctonas
Costa Rica, de forma porcentual, es el mayor receptor de migrantes en Latinoamérica. En el país viven casi medio millón de inmigrantes, constituyendo un 9% de la población. Esta inmigración tan grande se compone principalmente de personas latinoamericanas, pero también ha traído al país cientos de lenguas extranjeras que son utilizadas o incluso promovidas por sus comunidades. 
Entre estos idiomas utilizados por las comunidades extranjeras del país se puede nombrar al: portugués, ruso, neerlandés, polaco y japonés. Sin embargo, los idiomas que verdaderamente tienen una presencia fuerte en el país son:

### Chino

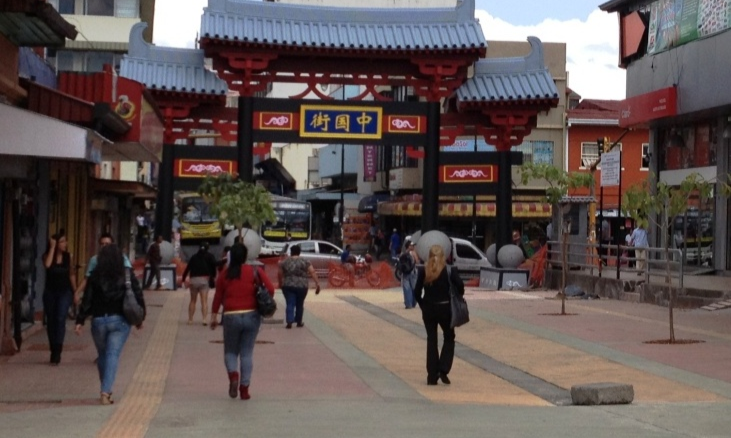
Barrio chino de San José, uno de los asentamientos asiáticos más grandes de toda Centroamérica.

En el siglo XIX, importantes grupos de chinos emigraron a Costa Rica y se instalaron principalmente en las provincias de Limón, Puntarenas y Guanacaste, conservando su idioma, mandarín o cantonés, según la procedencia. Actualmente, se mantiene un flujo migratorio constante de chinos y sus descendientes, que asentados en el país utilizan su lengua en la cotidianidad, habitando en Costa Rica cerca de 45000 chinos y representando una de las comunidades chinas más grandes de América Central.
De esta manera se han creado varias instituciones y alianzas culturales e incluso religiosas que promueven la cultura china y la difusión del idioma chino en el país. También, destaca la gran cantidad de centros educativos que imparten mandarín como una asignatura obligatoria.

### Inglés
Costa Rica es uno de los países latinoamericanos en donde su población conoce más del idioma inglés, según la escuela internacional Education First. Este consiste en el principal idioma extranjero estudiado en el país, además de ser impartido de forma obligatoria en casi la totalidad de centros educativos de la nación. El inglés se perfila como el idioma extranjero más optado como asignatura, por los estudiantes costarricenses, para rendir el examen de bachillerato, obligatorio para ingresar a cualquier universidad de Costa Rica.

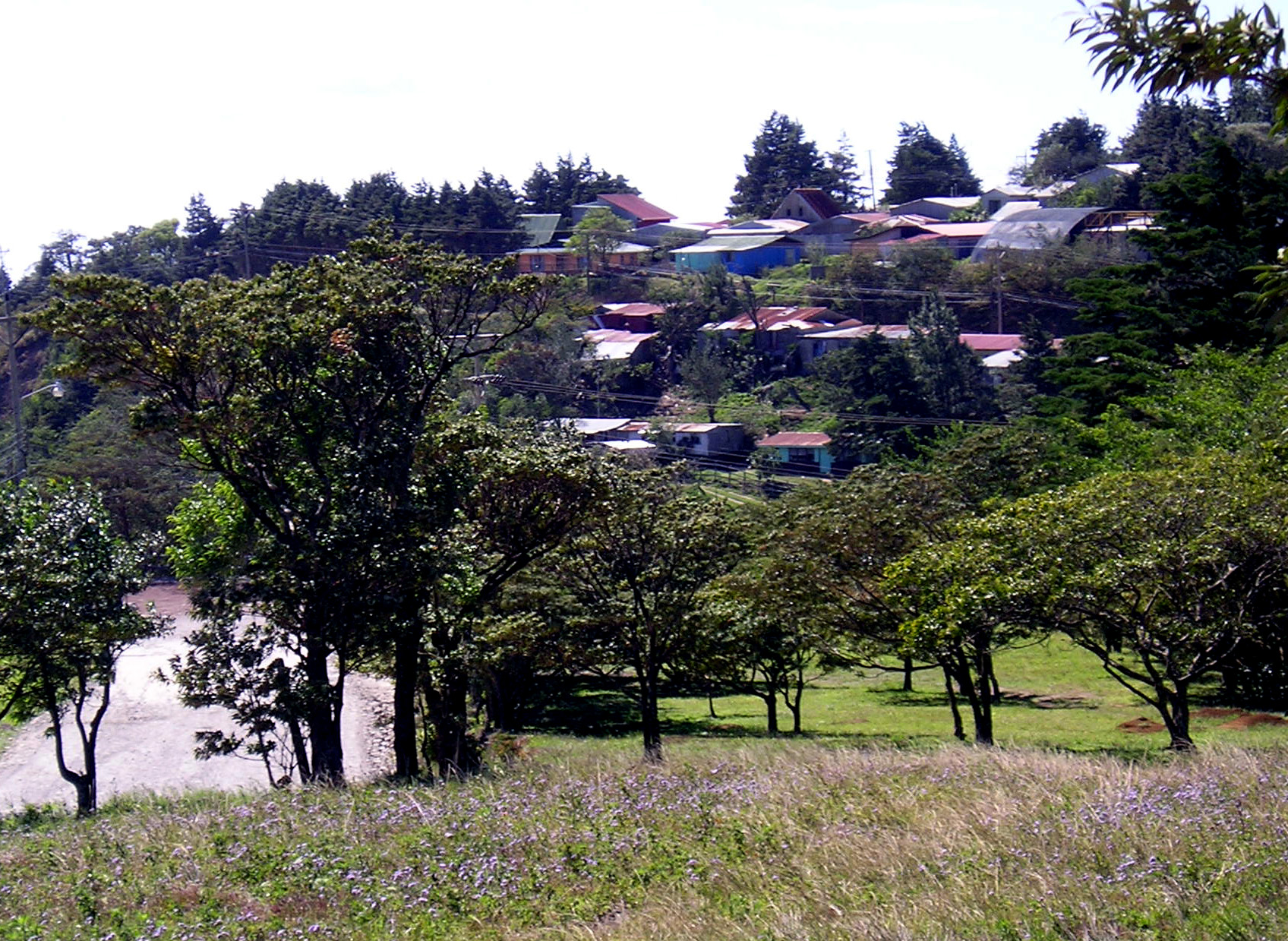
Monteverde, la colectividad cuáquera más grande del país.

Este idioma además cuenta con el apoyo y la promoción de decenas de instituciones culturales fundadas por una de las comunidades anglosajonas más importantes de América Central y compuesta por más de: 20000 estadounidenses, 10000 canadienses, 6000 británicos y sus descendientes radicados en el país, que además utilizan esta lengua cotidianamente, y de forma paralela al español.
También es destacable el hecho de que en la región noroeste de la Provincia de Puntarenas, en las comunidades de Monteverde y Santa Elena, los cuáqueros hablan el inglés típico de su comunidad, usando el "thou" en lugar de "you" y otras características propias del dialecto cuáquero. Además, en muchos otros puntos del país existen comunidades menonitas provenientes de los Estados Unidos, donde también es utilizado el inglés por la población. 

#### Criollo limonense

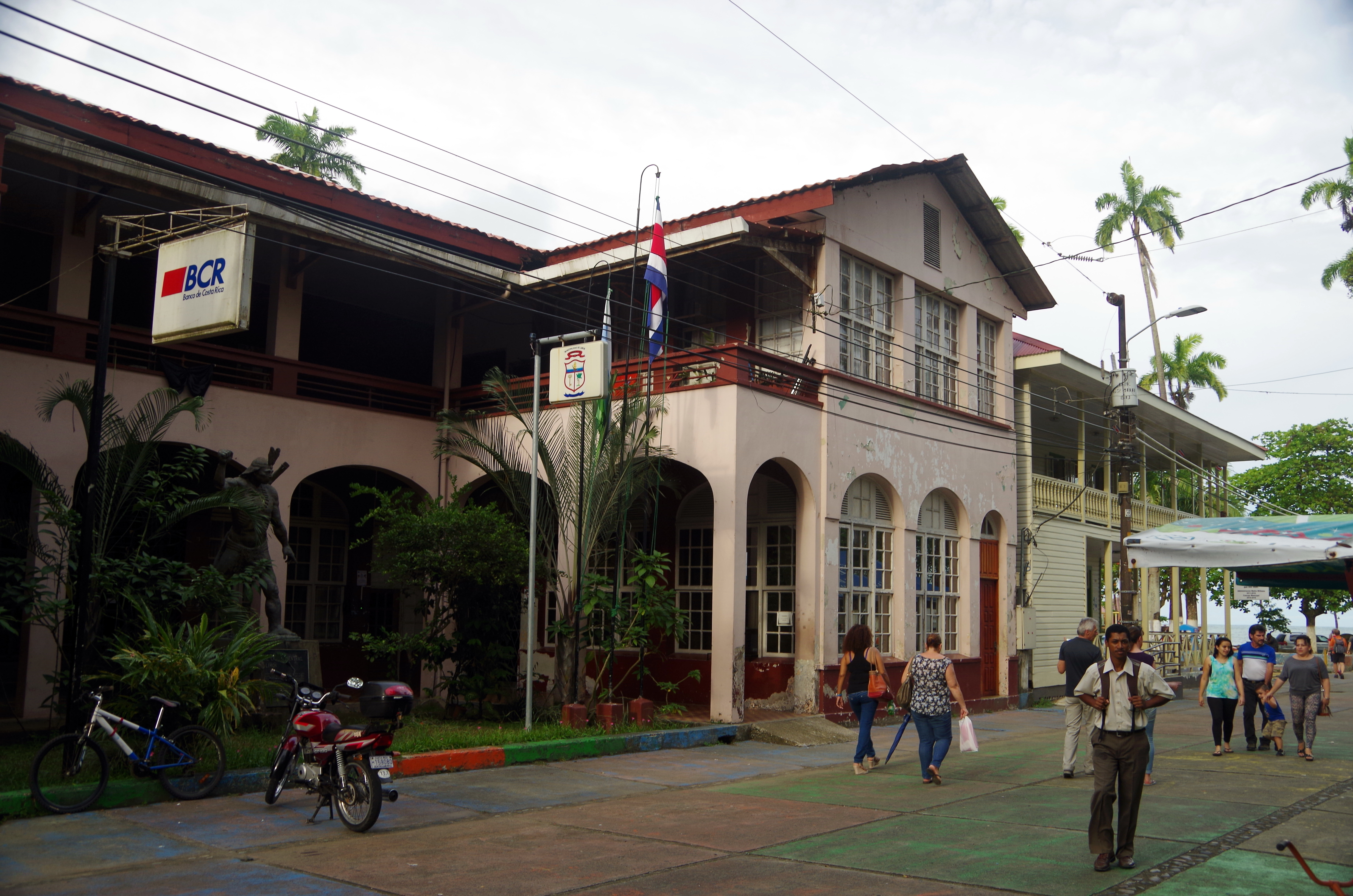
Puerto Limón, principal ciudad del Caribe costarricense y una de las comunidades donde se emplea el mekatelyu.

En la zona caribeña del país también se habla el criollo limonense, que es una variedad del inglés hablado en el Caribe anglófono. Popularmente, se ha denominado al criollo limonense como patois (patuá) o mekatelyu. Este último nombre es una suerte de onomatopeya formada a partir de la pronunciación de la frase "Meik I tell yu somtin' (May I tell you something)" en esta variante del inglés.  

Aunque se dice que este nombre es el dado por los mismos limonenses a su variedad del inglés, al parecer fue propuesto desde los estudios lingüísticos en los años 70. Se supone que "May I tell you something" es una frase que se utiliza para iniciar con el relato de un chisme, por lo cual implica una representación negativa sobre la comunidad limonense, a la cual algunos sectores de la población de Limón se oponen. A manera de ejemplo de esta representación sobre la comunidad se puede citar el siguiente fragmento de un estudio lingüístico: 
De modo que el cambio de espacio resulta en una permutación de la conexión entre su repertorio lingüístico y la competencia lingüística requerida para actuar en ese espacio. Los hablantes se expresan en y desde un espacio que proyecta ciertos valores, un determinado orden social, cierta autoridad, y atributos afectivos. Este concepto puede ilustrarse con lo que ocurre en Puerto Limón. Una vez que la dueña de casa ha cumplido con sus tareas domésticas, descansa en el porche de su casa, con sus brazos generalmente apoyados en la veranda. Desde ese espacio, ella observa y saluda a las personas que caminan por la vereda. Luego transmite sus comentarios entre esas personas a sus amigas y de esa manera controla las reglas sociales y morales de la ciudad.
Los principales trabajos que se han desarrollado sobre el inglés de Limón han sido elaborados por la investigadora afrocostarricense Malva Spence Sharpe, el investigador costarricense Mario Portilla Chávez y la argentina-estadounidense Anita Herzfeld.

### Alemán
En el país está presente una de las comunidades alemanas más grandes de América Central, habitando actualmente más de 2000 alemanes en Costa Rica. Sin contar a casi 2000 suizos, 2000 menonitas de ascendencia predominantemente alemana y más de 600 austriacos, conformando una gran comunidad germano-costarricense que practica y promueve la utilización del idioma alemán en la nación.
También es destacable la gran migración alemana que hubo en Costa Rica durante el siglo XIX y XX, heredando al país una rica contribución sociocultural y económica. Actualmente, miles de costarricenses son descendientes de estos migrantes y han fundado decenas instituciones culturales el Goethe Institut e incluso centros educativos como la Humbolt Schule e iglesias que promueven la difusión del alemán en el país.
Además, en el área norte del país, en la Región Huetar Norte, en Sarapiquí y en San Carlos existen comunidades fundadas, colonizadas o pobladas por migrantes alemanes y menonitas donde sus descendientes todavía utilizan el alemán o emplean un dialecto proveniente del alemán antiguo llamado plautdeutsch.

### Italiano

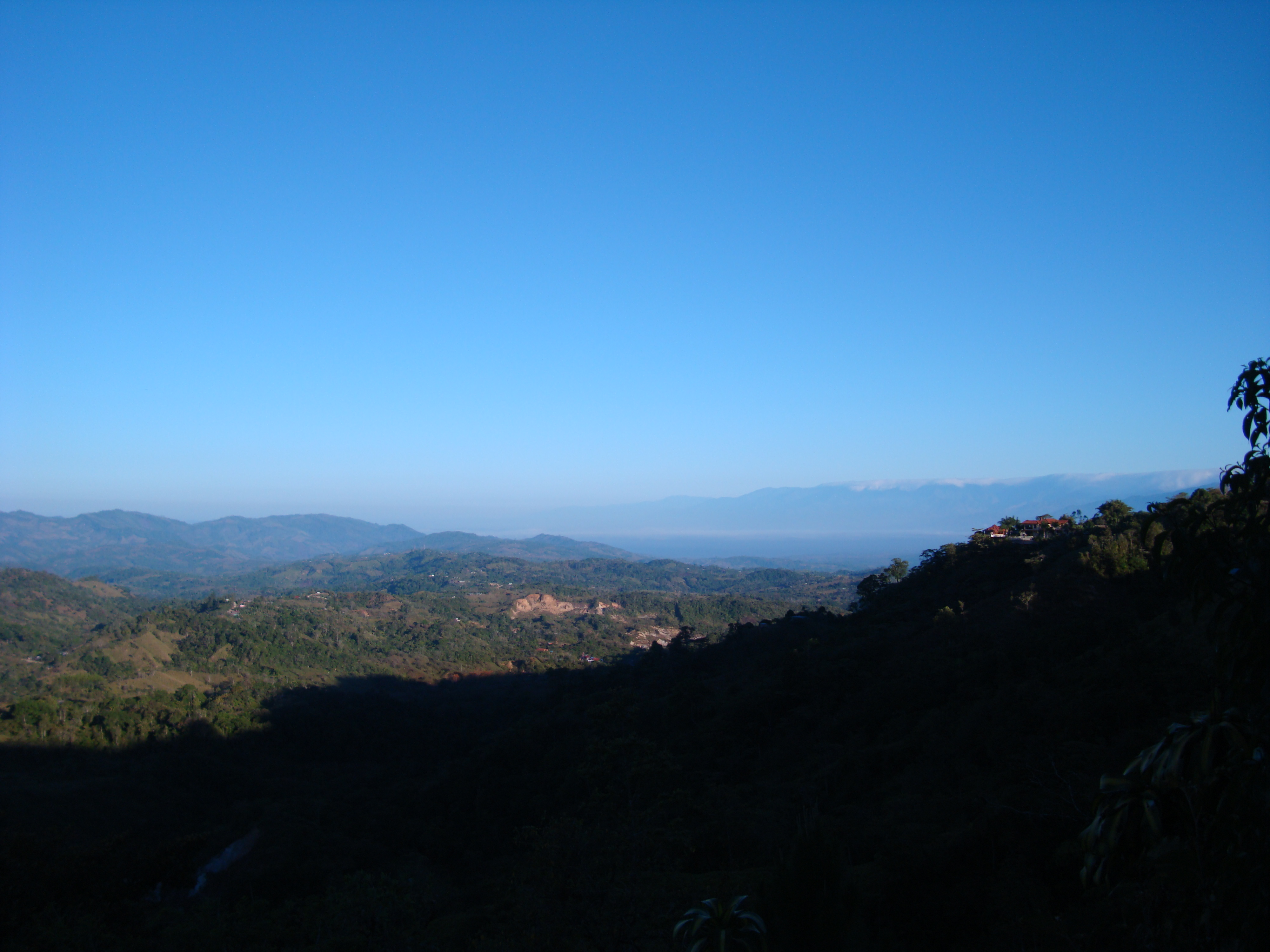
Paisaje en San Vito de Coto Brus, la comunidad italoparlante más grande de Costa Rica.

Costa Rica posee la más nutrida comunidad italiana de América Central, con más de 2500 italianos viviendo en el país. Además, también radican en Costa Rica casi 2000 suizos. Esto, y los muchísimos descendientes de los flujos migratorios italianos del siglo XIX, hacen que exista una gran comunidad italoparlante con instituciones y alianzas culturales, como el Instituto Dante Alighieri, que promueven la enseñanza del idioma italiano.
Además, en la zona de San Vito de Java y otras comunidades del sureste de la nación se habla italiano, debido a la colonización agrícola italiana que hubo en dichas zonas y que fue promovida por el gobierno. Actualmente, también se habla un dialecto resultante de la influencia hispana en los descendientes de los migrantes italianos y el italiano es impartido como una asignatura obligatoria en la educación pública regional.

### Otras lenguas con fuerte presencia
En el país, una de las lenguas extranjeras con mayor promoción y popularidad es el francés. Es destacable el hecho de que Costa Rica posee la comunidad francófona más grande de Centroamérica, siendo el único país centroamericano que es Miembro observador de la Organización Internacional de la Francofonía, y contando con más de: 2000 franceses, 10000 canadienses, 2000 suizos y 200 haitianos. Además, durante el siglo XIX se registró el mayor flujo migratorio de franceses en América Central, dirigido hacia Costa Rica, lo que ha aportado una nutrida cantidad de descendientes francófonos al país y ha producido la creación de muchísimas instituciones y alianzas culturales e incluso un colegio que realizan una gran promoción y difusión del aprendizaje del francés en la población. También, el francés constituye una asignatura impartida obligatoriamente en muchísimas escuelas y en el Tercer Ciclo de la Educación Básica, es enseñado en incontables colegios y puede optarse como una asignatura para rendir el examen de bachillerato.
Otro idioma con una presencia notable es el árabe, utilizado por más de 200 libaneses, 200 emiratíes y una gran cantidad de inmigrantes levantinos, árabes y descendientes de las corrientes migratorias del Oriente Próximo durante el siglo XIX que habitan en el país. Además, Costa Rica posee una de las comunidades musulmanas más grandes de Centroamérica, que utiliza este idioma como su lengua litúrgica. Existen en la nación decenas de instituciones culturales que difunden el idioma y la cultura árabe, como la Casa Libanesa.
El idioma hebreo también es utilizado como lengua litúrgica por la comunidad judeo-costarricense, una de las más nutridas de América Central, y también lo emplean más de 1000 israelíes y sus descendientes que habitan en el país. Este idioma también es promovido por institutos sionistas presentes en la nación. La gran cantidad de judíos que viven en Costa Rica deriva de procesos migratorios aislados, como la gran inmigración polaca o la entrada de muchos judíos sefardíes y asquenazíes al territorio, trayendo consigo la utilización del hebreo como lengua religiosa.